# 王国金
王国金（Wang, Kuo K. ，1923年—），男，江苏武进人，美国华裔制造工程专家。

## 生平

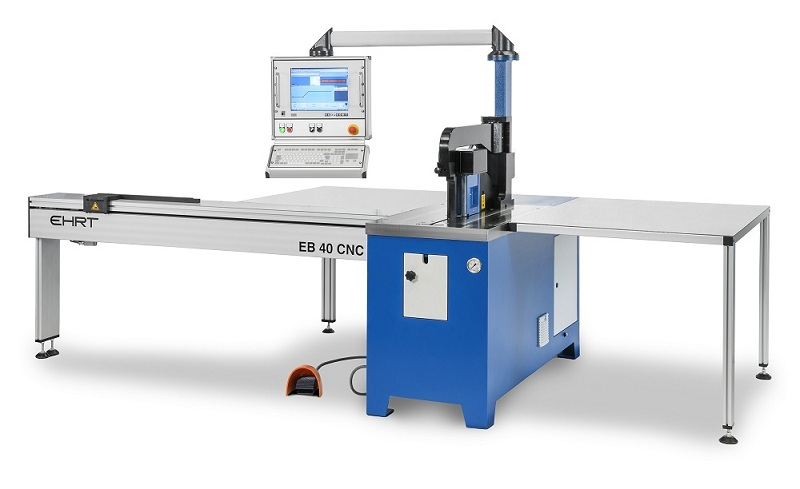
数控弯管机 ，EB40CNC

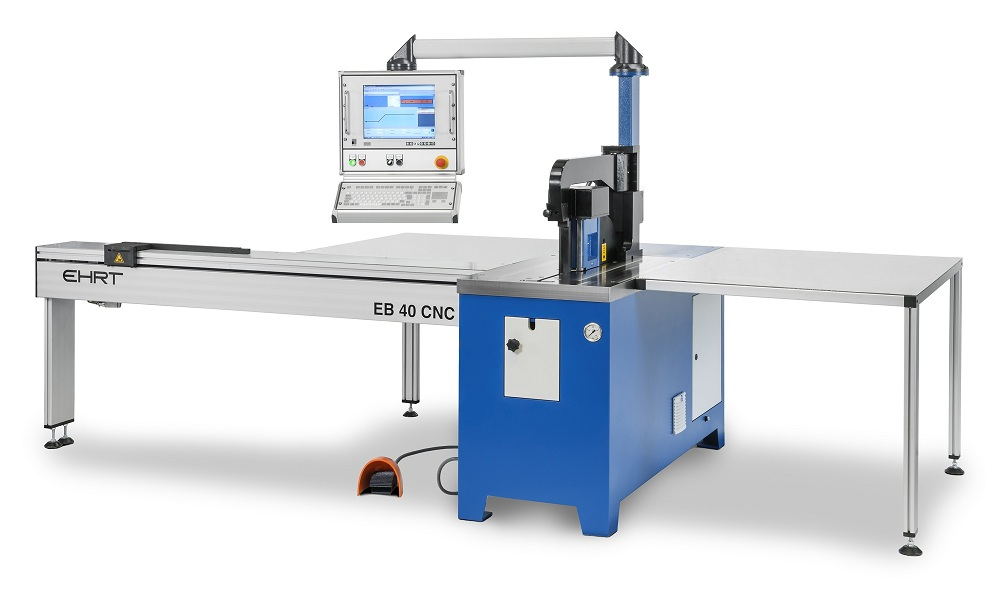
数控弯管机，通用型

1923年生。1943年考入国立中央大学工学院（今东南大学机械工程学院），1947年毕业。先后在中央造船公司（上海）、台灣機械造船公司（基隆，今台灣國際造船公司）工作。
1960年赴美纽约联合容器公司工作。1961年入威斯康辛大学学习，1962年获硕士学位。之后在华克企業（Walker）公司担任项目工程师，此间他在世界上第一次运用数控弯管机（CNC）制造汽车排气管，并成为在大批生产弯管中用机器人代替人工操作的先驱者。1966年再次回威斯康辛大学学习，1968年获博士学位后留校工作。1970年起任康乃尔大学教授。他所领导的塑料注塑模（或稱「康乃爾射出成形計畫 Cornell Injection Molding Program，CIMP」）被公认为该领域的世界领袖。

## 榮譽
美国国家工程院评价他“杰出的交叉学科研究、教学和著作贡献于加工技术的广泛领域，使全世界的制造工业受益”。 
美国国家工程院院士、美国制造工程研究委员会主席。